# Frank Schröder
Frank Schröder (né le 6 mars 1962 à Altenbourg) est un ancien fondeur allemand.

## Palmarès

### Championnats du monde
| Épreuve / Édition | Oslo 1982 |
| 15 km             | 15e       |
| 4 × 10 km         | Bronze    |